# Индира Радич
Индира Радич (на сръбски: Индира Радић или Indira Radić) е босненско-сръбска турбофолк певица. Най-известната ѝ песен е „Лопов“ (с Ален Исламович). По професия е медицинска сестра, а кариерата ѝ като певица започва през 1992 г.
Най-голямото ѝ турне се състои през февруари 1999 година в държавите Украйна, Румъния, Словения, Германия и Швейцария.
Най-успешният ѝ албум е „Змај“ (2003). Най-големи хитове от него стават „Змај“, „Петдесет година“, „Мој животе дал си жив“, „Био си ми драг“.

## Дискография

### Студийни албуми
- Nagrada i kazna (1992)
- Zbog tebe (1993)
- Ugasi me (1994)
- Idi iz života moga (1995)
- Krug (1996)
- Izdajnik (1997)
- Voliš li me ti (1998)
- Milenijum (2000)
- Gde ćemo večeras (2001)
- Pocrnela burma (2002)
- Zmaj (2003)
- Ljubav kad prestane (2005)
- Lepo se provedi (2007)
- Heroji (2008)
- Istok, sever, jug i zapad (2011)
- Niko Nije Savršen (2015)

### Компилации
- Najlepše pesme (1996)
- Najlepše pesme (1997)
- The best of Indira (2000)
- Unplugged (2004)
- The best‎ (2005)
- Unplugged - The best of (2005)
- Best of Indira (2013)

- Други песни

1. Možda baš ti (2009)
2. Samo tuga ostala (2014)
3. Rehabilitacija (2014)
4. Živim sad (2017)
5. Nemam ja razloga (2017)
6. Poslednji uzdisaj (2018)
7. Nije kraj (2019)

### Видео албуми
- Uživo (1999)
- Hala Sportova 27.04.2004. Beograd (2004)
- Звезди на сцената (2005)